# シグナス CRS Orb-2
シグナス CRS Orb-2(英語: Cygnus CRS Orb-2)はオービタル・サイエンシズ社のシグナス無人宇宙補給機の3回目の飛行。Orbital-2やオービタル・サイエンシズCRSフライト2などとしても知られる。国際宇宙ステーション(ISS)への3度目の飛行であり、アンタレスの4回目の打ち上げであった。2014年7月13日に中部大西洋地域宇宙基地から打ち上げられた。

## 機体
Orb-1はオービタル・サイエンシズがNASAの商業補給サービス計画で契約した8機の補給機飛行の2度目の飛行であった。第2段の改良型Castor 30Bエンジンの最終使用となる計画であった。
オービタル・サイエンシズのかつての宇宙飛行士を敬してシグナス宇宙船の名前をつけており、元同社職員であり2012年2月6日に亡くなったジャニス・E・ヴォス宇宙飛行士からジャニス・ヴォスと名づけられた。

## 運用
打ち上げは2014年5月1日に予定されていた。しかし、AJ-26エンジンの試験台の不具合から打ち上げは2014年5月6日に延期され、さらにすぐ17日に再延期、その後7月1日となり、さらに7月10日、11日とずれ、天候からさらに7月12日に遅れ、最終的には天候のため2014年7月13日までずれ込んだ。 打ち上げ後、飛行10分でアンタレスはISSと同一平面上の軌道にシグナスの軌道投入を成功させる予定であったが、それよりもかなり低かった。アンタレスからの分離後シグナスはソーラーアレイを展開し、確認作業の後、管制側は高度を上昇させるように指令した。その後2日かけてシグナスはISSと高度を合わせるべく高度上昇を継続した。
打ち上げから4日目、 NASAはISSへのシグナスの係留の是非を決定した。シグナスは最初自動でISSから12mまで接近し、その位置で距離を保持した。ISSの宇宙飛行士はフリードリフト（"free drift"）モードの指令を行い、ISS搭載のロボットアームで捕獲した。7月16日(UTC)にOrb-2はISSに係留され、その後天底ポートにドッキングされた。
その後36日目までドッキングを継続しISSの宇宙飛行士がシグナスのハッチを開き、物資をISSに搬入、不用品をシグナス内に投入した。シグナスは2014年8月15日にステーションから取り外され、安全距離まで遠ざかった。南太平洋上で再突入するため減速する前に、最大15日間の工学テストが予定されていたが、最終的に2日後の8月17日に大気圏に再突入している。
シグナスは1,650キログラム (3,630 lb)の貨物をISSに届け、1,470キログラム (3,250 lb)の不用品を大気圏再突入で処分している。

## 貨物
貨物の合計重量は1,494 kgだった。
- 乗員向け支給品: 764キログラム (1,684 lb)
  - 乗員向け差し入れ
  - 乗員糧食
  - 食品
- ハードウェア: 355キログラム (783 lb)
  - 乗員健康管理系ハードウェア
  - 環境制御、生命維持器具
  - 電力系ハードウェア
  - 船外用ロボット機器
  - 乗員用装置類
  - PL施設
  - 構造、機械設備
  - 内部温度制御系ハードウェア
- 科学研究物資: 327キログラム (721 lb)
  - キューブサットと放出機構
  - JAXAの「高プラントル数流体のマランゴニ振動流遷移における液柱界面の動的変形効果の実験的評価（Dynamic Surf）」研究機器
  - 人間研究プログラム用品
- コンピューター用物資: 8.2キログラム (18 lb)
  - コマンド・データハンドリング
  - 写真および映像撮影機器
- 船外活動用品: 39キログラム (87 lb)

## 画像欄

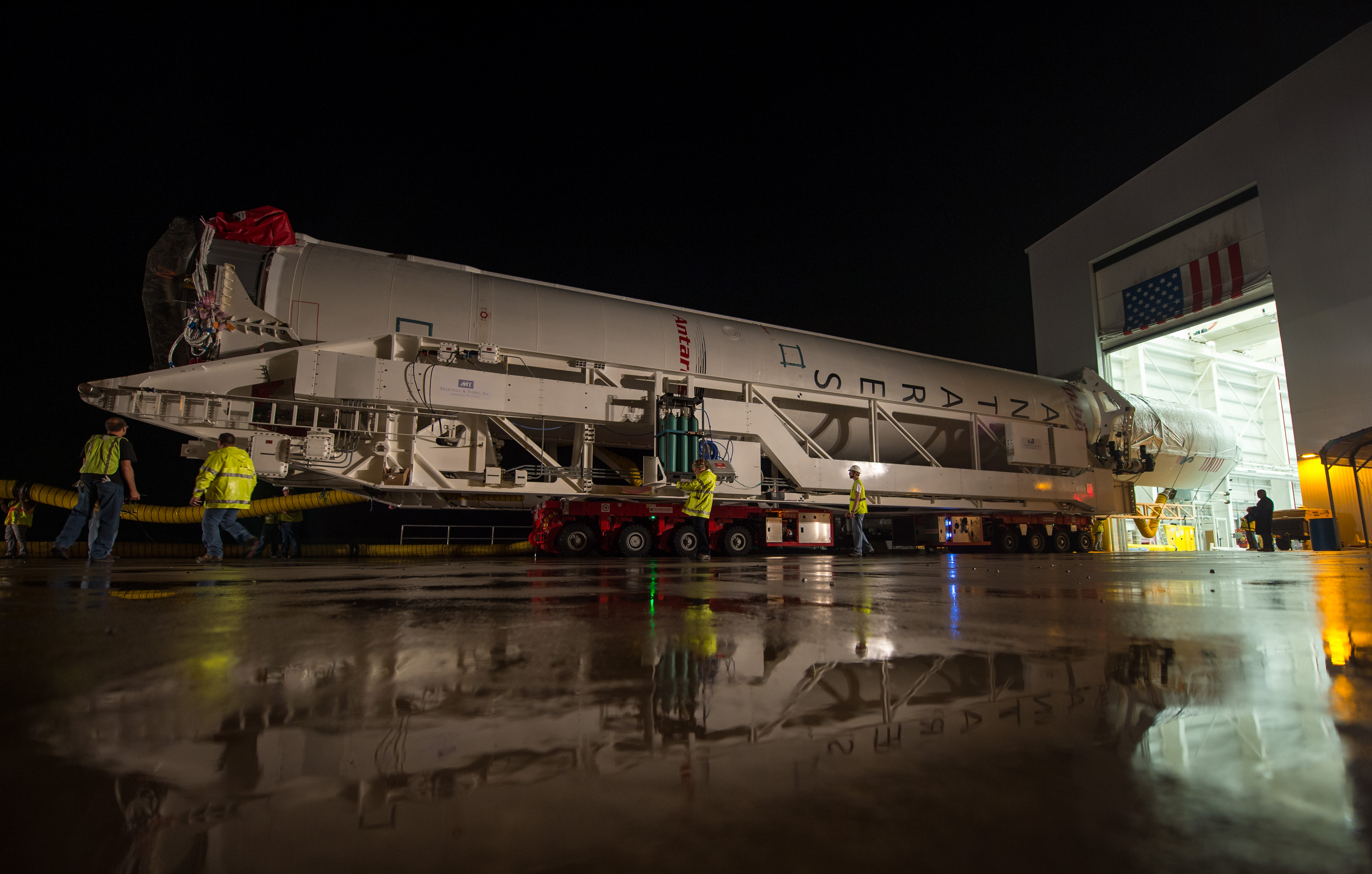
水平統合施設からの展開。
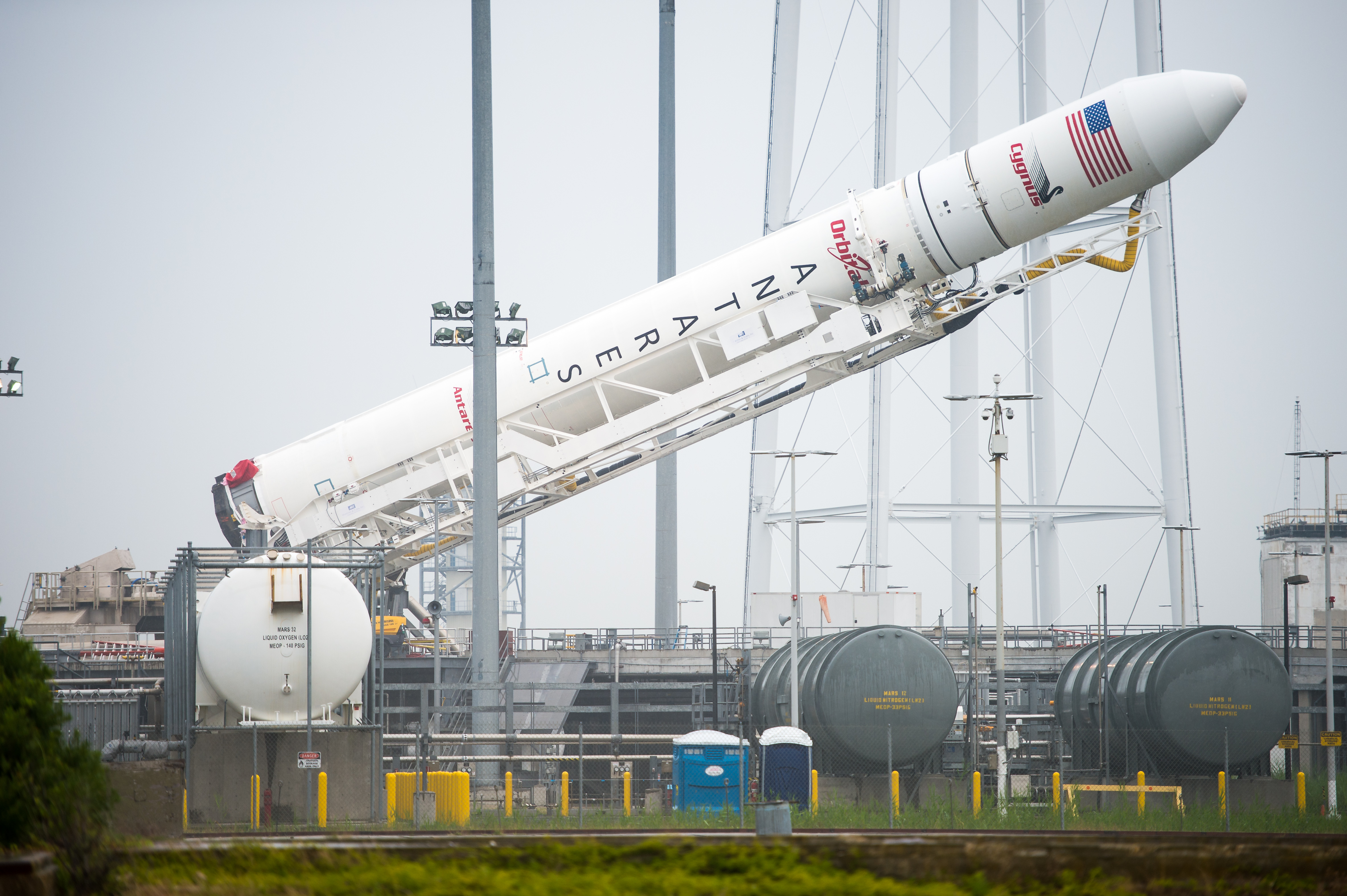
発射台への立ち上げ
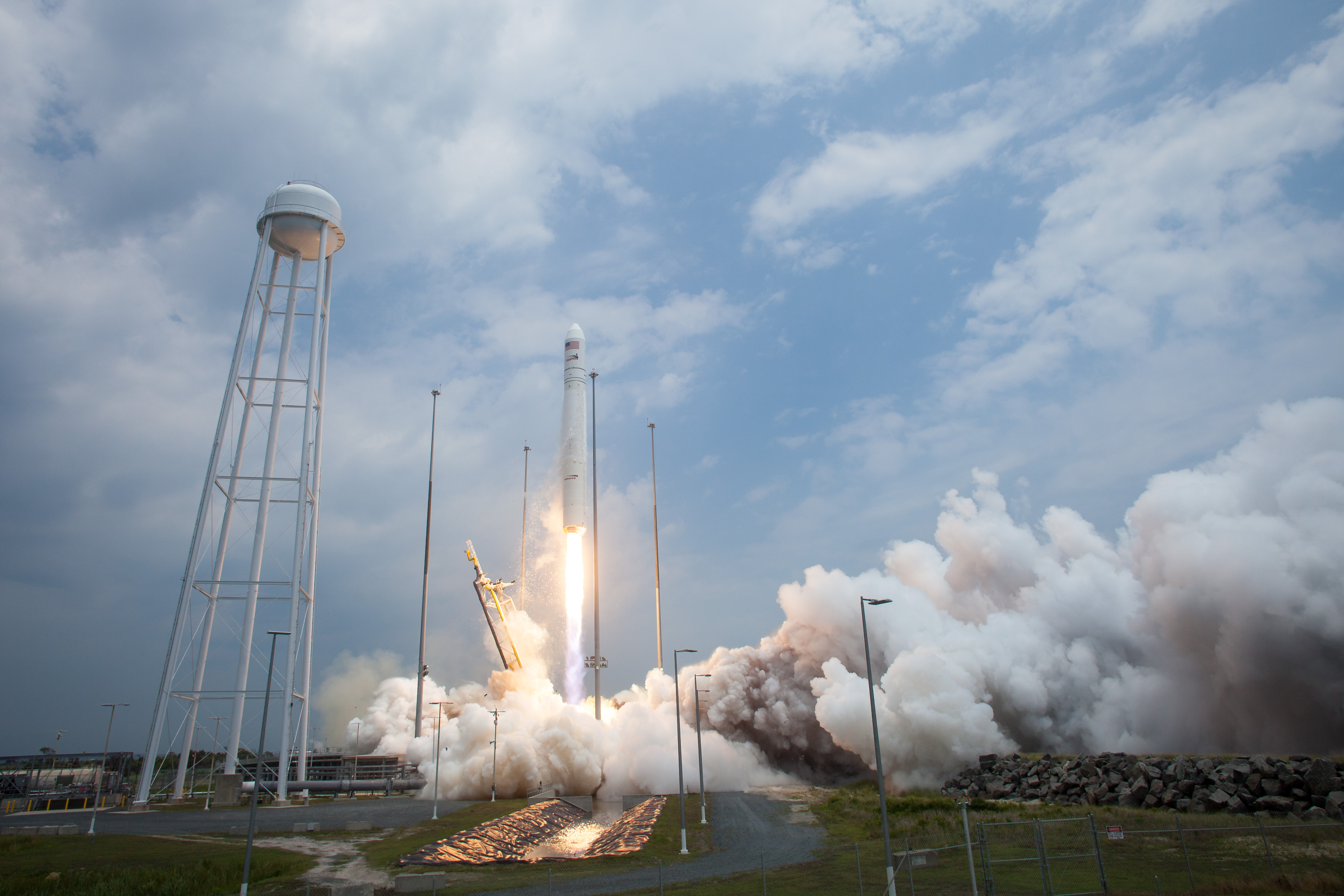
打ち上げ
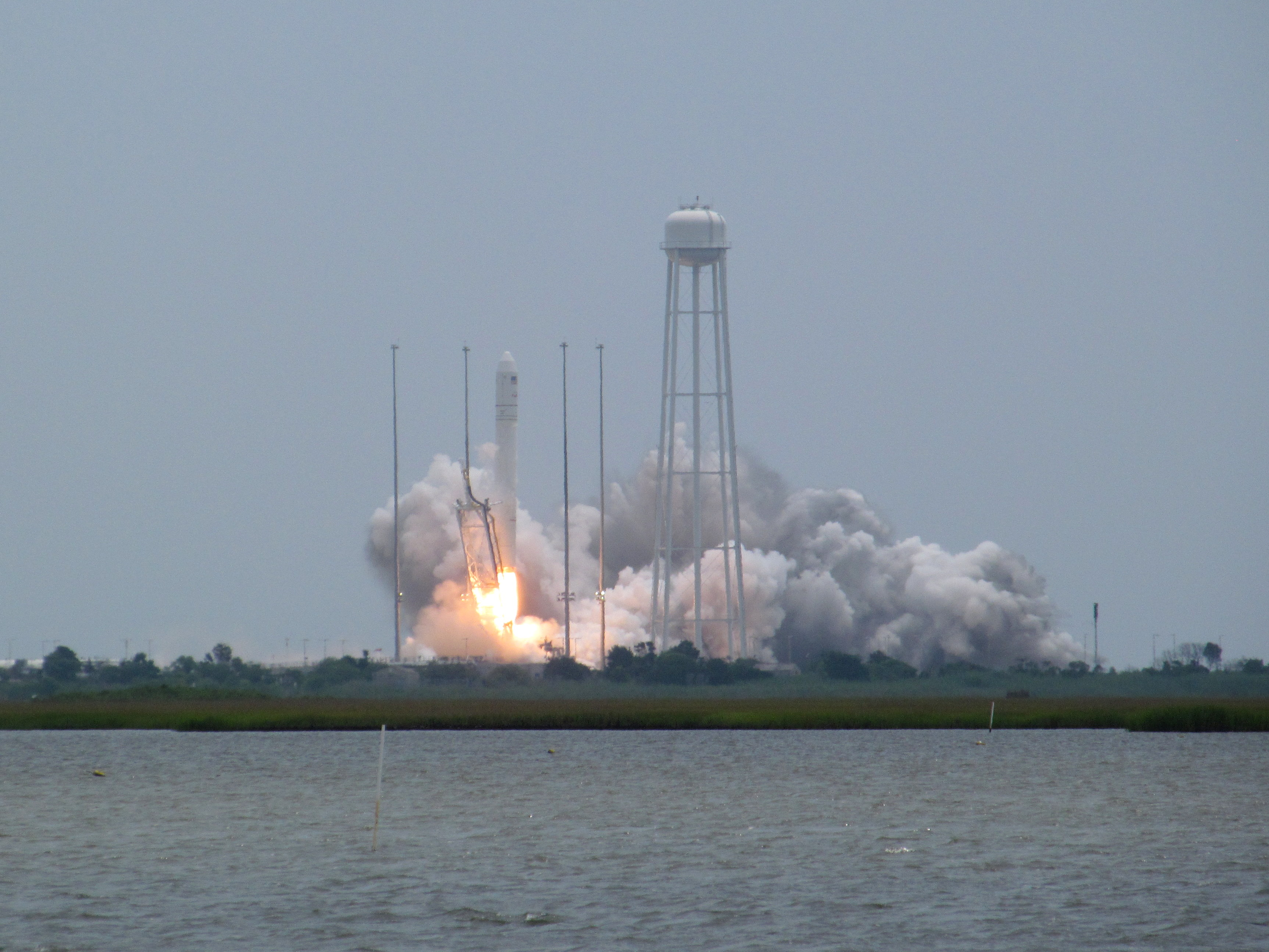
見学所から見た打ち上げの様子